# 魔界の塔
『魔界の塔』（まかいのとう）は、山田悠介のホラー小説。幻冬舎より2008年に出版。RPGを題材とした作品であるが、著者の山田によればモデルとなるようなゲームは特にないという。

## ストーリー
どんなゲームでもクリアできるという主人公のゲーム友達が、『魔界の塔』というゲームに挑戦する。しかしその友達は、プレイ中に植物状態になってしまう。そしてテレビ画面には「お前も石にしてやるわ」と表示されていた。主人公は『魔界の塔』に挑戦するが、そこには死より恐い、まさかの出来事が待っていた。